# Bractwo Rycerskie Ziemi Kaliskiej
Bractwo Rycerskie Ziemi Kaliskiej (łac. Convictus Equester Terrae Calisiensis, CETC) – stowarzyszenie non-profit, bractwo rycerskie założone w  2000 w Kaliszu.
Głównym celem Bractwa jest rekonstrukcja dorobku kulturalnego „wieków średnich”. Początkowo przedmiotem zainteresowania Stowarzyszenia była kultura słowiańska i normańska z okresu wczesnego średniowiecza, jednakże z czasem zaczęły powstawać drużyny zajmujące się odtwarzaniem dorobku późniejszych kultur i okresów. Obecnie działalność rekonstrukcyjna Bractwa jest podporządkowana podziałowi terytorialnemu. Odtwarzane okresy zawierają się w dwóch drużynach:
- Księstwo Kaliskie – rekonstrukcja pocztów rycerskich na służbie księcia Władysława Odonica z początku i pierwszej połowy XIII w.; grupa działa w Kaliszu.
- Poczet Wierzbięty herbu Łodzia – rekonstrukcja pocztu rycerza Wierzbięty Krotoskiego z początku XV w.; grupa działa w Krotoszynie.

Członkowie Bractwa godnie reprezentowali miasto Kalisz na imprezach ogólnokrajowych takich jak: rekonstrukcje bitew pod Cedynią i Grunwaldem, na zamku Czocha, w Gnieźnie, Turku, Poznaniu, Wrocławiu, Biskupinie i w Mrówkach, oraz Festiwalu Wikingów na wyspie Wolin.
Stowarzyszenie współpracuje z Muzeum Okręgowym Ziemi Kaliskiej oraz z kaliską Stacją Badawczą Polskiej Akademii Nauk w Warszawie. Poza tym, zamiejscowe drużyny CETC nawiązały współpracę z samorządem lokalnym, czego przykładem jest współpraca Pocztu Wierzbięty z Krotoszyna z tamtejszym Urzędem Miasta, między innymi dzięki której, jednym z celów Drużyny stała się budowa rekonstrukcji średniowiecznej wsi. Współpraca z instytucjami naukowymi dała Stowarzyszeniu możliwość korzystania z walorów historycznego grodziska na kaliskim Zawodziu, a także dostęp do prac kaliskich archeologów.
W 2001 i 2005 roku Stowarzyszenie zostało wyróżnione przez Prezydenta Miasta Kalisza, kolejno Zbigniewa Włodarka i Janusza Pęcherza, za działalność na rzecz kultury. Bractwo jest też współzałożycielem Lokalnej Organizacji Turystycznej w Kaliszu.

## Sukcesy
- W roku 2004 członkowie Bractwa reprezentowali powiat kaliski w Marienbergu w Niemczech.
- Wyróżnienie przez Prezydenta Miasta Kalisza, za aktywne działanie na rzecz kultury i sztuki w Kaliszu i Krotoszynie - 2001, 2005.
- Organizacja obchodów 590-tej rocznicy lokacji miasta Krotoszyna.
- Wystawa „Uzbrojenie i ubiór średniowieczny, ze zbiorów Bractwa Rycerskiego Ziemi Kaliskiej”, zorganizowana wspólnie z Muzeum Historii Przemysłu w Opatówku w październiku 2004 r.
- „Biesiada Piastowska” zorganizowana wspólnie z Muzeum Okręgowym Ziemi Kaliskiej oraz Stowarzyszeniem Kalisz XXI.
- 2004 - Biesiada Piastowska „Na dworze księżnej Jolanty”, oraz towarzyszące temu wydarzeniu „Dni węgierskie w Kaliszu”, pod patronatem Ambasadora Republiki Węgier.
- 2005 - VI Biesiada Piastowska „Od Kalisza ku Rusi”, oraz towarzyszące temu wydarzeniu „Dni kultury ukraińskiej w Kaliszu”, pod patronatem ambasadora Ukrainy.
- Współorganizacja Finałów WOŚP w Kaliszu i Krotoszynie.
- Współpraca z Klubem Środowiskowym „Rivendell” w Krotoszynie.
- Organizacja licznych pokazów dla dzieci, młodzieży i osób niepełnosprawnych, której celem jest umożliwienie żywego kontaktu z historią.